# VRT radionieuwsdienst
De VRT radionieuwsdienst is het deel van de VRT Nieuwsdienst dat de uitzendingen van het nieuws op Radio 1, Radio 2, MNM, Studio Brussel en Klara verzorgt.
In het najaar van 2012 kregen MNM en Studio Brussel aangepaste nieuwsbulletins met eigen vaste nieuwsankers. Bij Radio 2 gebeurde dit in het voorjaar van 2017, ter vervanging van de regionale nieuwsbulletins. De Radio 2-nieuwsbulletins worden in het weekend niet ontkoppeld.

## Nieuwslezers
Een overzicht van de huidige presentatoren van het radionieuws.
- Yannick Aerts
- Sanne Baeck
- Riadh Bahri
- Charlotte Crul
- Alain De Corte
- Peggy De Meyer
- Yasmina El Messaoudi
- Kathleen Huys
- Toon Janssens
- Els Leys
- Jonas Maes
- Joppe Matyn
- Katrien Peirsman
- Lode Roels
- Chaima Saysay
- Brecht Schabregs
- Jo Valvekens
- Gert Van Boxel
- Iris Van Impe
- Chris Vandenabeele
- Sofie Vanderdockt
- Sofie Verbrugge

## Reportagemakers in Vlaanderen
Enkele reportagemakers die vaak te horen zijn in de uitzendingen zijn:
- Koen Braeckman
- Veerle Devos
- Bert De Vroey
- Steven Dierckx
- Jens Franssen
- Philip Heymans
- Mark Morren
- Jeroen Reygaert
- Sabine Vandeputte
- Katrien Vanderschoot
- Johny Vansevenant
- Brigitte Vermeersch

Enkele bekende voormalige reporters zijn Lukas De Vos en Rik Tyrions.

## Reporters in het buitenland
Tot 2015 had de VRT vaste correspondenten in de Verenigde Staten (Tom Van de Weghe), China (Stefan Blommaert) en Nederland (Sabine Vandeputte). Zij waren ook regelmatig te horen in de radionieuwsuitzendingen.
Dit systeem werd vervangen door een systeem met zogeheten pop-up-correspondenten waarbij journalisten voor korte tijd uitgestuurd worden naar plaatsen waar zich belangrijke actuele gebeurtenissen afspelen.
Daarnaast worden ook vaak reporters ingeschakeld die ook voor andere (vaak Nederlandse) media werken.
- Australië: Robert Portier
- Congo: Kees Broere
- Duitsland: Rob Savelberg, Patrick Vanhulle
- Frankrijk: Frank Renout
- Griekenland: Bruno Tersago
- Groot-Brittannië: Lia van Bekhoven
- Hongarije: Stefan Bos
- Israël: Ankie Rechess, Monique van Hoogstraten
- Italië: Hedwig Zeedijk, Andrea Vreede
- Libanon: Jorn De Cock
- Nederland: Joris van de Kerkhof
- Oostenrijk: Michael de Werdt
- Polen: Jan Hunin
- Portugal: José Da Silva
- Rusland: Geert Groot Koerkamp
- Scandinavië: Dirk Evers
- Spanje: Steven Adolf, Sven Tuytens
- Turkije: Dirk Vermeiren
- Verenigde Staten: Michiel Vos
- Zuid-Afrika: Elles van Gelder
- Zwitserland: Renske Heddema